# Aethiopopactes longistilus
Aethiopopactes longistilus är en kräftdjursart som beskrevs av Stefano Taiti och Franco Ferrara 1987. Aethiopopactes longistilus ingår i släktet Aethiopopactes och familjen Eubelidae. Inga underarter finns listade i Catalogue of Life.